# Spring Street (stacja metra na Eighth Avenue Line)
Spring Street – stacja metra nowojorskiego, na linii A, C, i E. Znajduje się w dzielnicy Manhattan, w Nowym Jorku i zlokalizowana jest pomiędzy stacjami West Fourth Street – Washington Square i Canal Street. Została otwarta 10 września 1932.